# Cyptodon crassinervis
Cyptodon crassinervis là một loài rêu trong họ Cryphaeaceae. Loài này được Broth. mô tả khoa học đầu tiên năm 1924.